# Andy Böhme
Andy Böhme (* 26. April 1970 in Salzwedel) ist ein ehemaliger deutscher Skeletonpilot.
Andy Böhme vom BSR Rennsteig Oberhof wurde innerhalb der Leistungssportförderung der DDR ausgebildet. Von 1990 bis 1992 betrieb er Bobsport als Hobby und wechselte 1992 zum Skeletonsport. Von 1994 an gehörte Böhme zum deutschen Nationalkader. Er debütierte im Januar 1993 bei einem Weltcup in Oberhof (27.). Es dauerte bis zum Dezember 1997, bis er erstmals bei einem Rennen in La Plagne als Fünfter unter die besten Zehn kam. Im Februar 1999 gewann er in Königssee sein einziges Weltcuprennen. 1997/98 schloss er den Gesamtweltcup als Dritter ab, 1998/99 und 1999/2000 gewann er zwei Saisons nacheinander den Wettbewerb. Nach Bandscheibenproblemen konnte der gelernte Physiotherapeut in der folgenden Saison nicht starten. Langsam versuchte Böhme über den Europacup Anschluss zu finden. Er gewann hier seit Januar 2001 vier Rennen und die Gesamtwertung der Saison 2000/01. Seine Versuche erneut im Weltcup Fuß zu fassen gerieten jedoch nicht mehr mit den alten Erfolgen.
1994 startete Böhme in Altenberg erstmals bei Weltmeisterschaften und wurde 16. 1997 in Lake Placid erreichte er erstmals als Siebter einen Platz unter den besten 10. 1998 in St. Moritz verpasste Böhme nur knapp eine Medaille. Im folgenden Jahr in Altenberg gewann er hinter Willi Schneider Silber.  Bei seinen letzten Welttitelkämpfen 2000 in Igls krönte Böhme seine Karriere mit dem Weltmeister-Titel, vor dem Schweizer Gregor Stähli und den beiden zeitgleichen Jim Sea (USA) und Alex Müller (AUT). Bei Deutschen Meisterschaften gewann Böhme erstmals 1995 als Dritter eine Medaille. 1998 und 1999 gewann er die Titel. 2002 wurde Böhme hinter Willi Schneider nochmals Zweiter.